# 진백강
진백강(陳百強, Danny Chan, 1958년 9월 7일 ~ 1993년 10월 25일)은 홍콩의 배우이자 가수이다.

## 생애
1977년 'HK팝송 작곡 콩쿠르'에서 3관왕을 차지했다. 같은 해, 그는 홍콩 TV 방송에 연기자로 데뷔를 했다. 1978년, 그는 "홍콩 야마하 일렉톤 축제"에서 1등을 했다. 그는 같은 해에 홍콩에서 첫 음악 콘서트를 열었다. First Love라는 제목의 그의 첫 음악 앨범은 1979년에 발매되었다. 1980년대 초, 그는 배우로써 같은 홍콩배우 장국영과 함께 폭발적 인기를 얻었다. 1980년대 후반에 우울증에 시달리다가 알코올, 약물 중독으로 1992년 5월 18일, 자택에서 의식을 잃은 채 발견되었고 홍콩의 퀸 메리 병원에 입원했지만, 그는 17개월 동안 혼수상태에 빠졌고 35세의 나이로 1993년 10월 25일에 사망했다.

## 디스코그래피
- 1979, First Love (Side A) / Tears for You (眼淚為你流) (Side B)
- 1980, No More Tears (不再流淚)
- 1980, Dating with Danny (陳百強與你幾分鐘的約會)
- 1981, So Have You (有了你) / Sunflower (太陽花)
- 1982, Danny Chan-Breakthrough Collections (陳百強突破精選)
- 1982, King sou (傾訴)
- 1983, Just Loving You (偏偏喜歡你)
- 1984, Danny '84 (百強84)  홍콩 1984-07
 일본 2025-05-11
- 1985, Danny Chan-The Greatest Hits (陳百強精選)
- 1985, Deeply in Love with You (深愛著你)
- 1986, When I Think of You (當我想起你)
- 1986, Gaze (凝望)
- 1987, Chi sam ngaan noi tsong (痴心眼內藏)
- 1987, Mung leui yaan (夢裡人)
- 1988, San sin ya yee man (神仙也移民)
- 1988, Mo sing sing yau sing (無聲勝有聲)
- 1988, Winter Warmth (冬暖)
- 1989, Life Expectations (一生何求)
- 1990, Wait for You (等待您)
- 1991, Love in L.A.
- 1991, Just Because I Love You (只因愛你)
- 1992, Dearest You (親愛的您)

## 필모그래피

### 영화
- 1980, 갈채 (喝采)
- 1981, 실업생 (失業生)
- 1984, 성탄쾌락(聖誕快樂)
- 1986, 팔희임문(八喜臨門)
- 1987, 가을날의 동화(秋天的童話)
- 1993, 의천도룡기(倚天屠龍記之魔教教主)
- 1993, 광동오호(廣東五虎 之 鐵拳無敵孫中山)
- 1993, 황비홍 - 철계투오공(黃飛鴻之鐵雞鬥蜈蚣)
- 1994, 연애천공(戀愛的天空)
- 1994, 취생몽사(醉生夢死的灣仔之虎)

### TV 드라마
- 1977, Sweet Babe (TVB)
- 1980, Take Turn (TVB)
- 1980, Breakthrough (突破) (TVB)

1. ↑  Lisa Odham Stokes, Michael Hoover, City on fire: Hong Kong cinema, p. 363, 1999.